# Gustav Möller (Architekt)

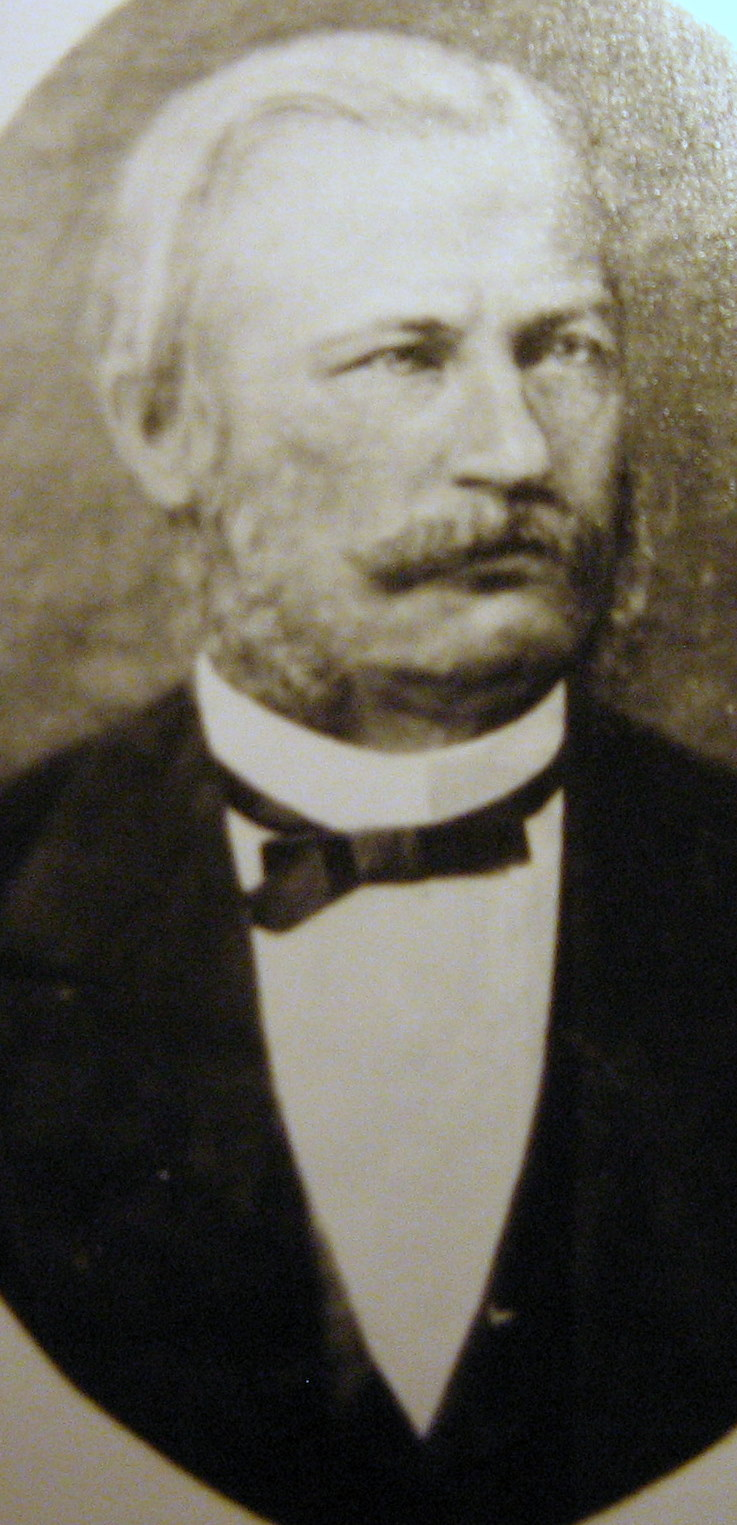
Gustav Möller (1866)

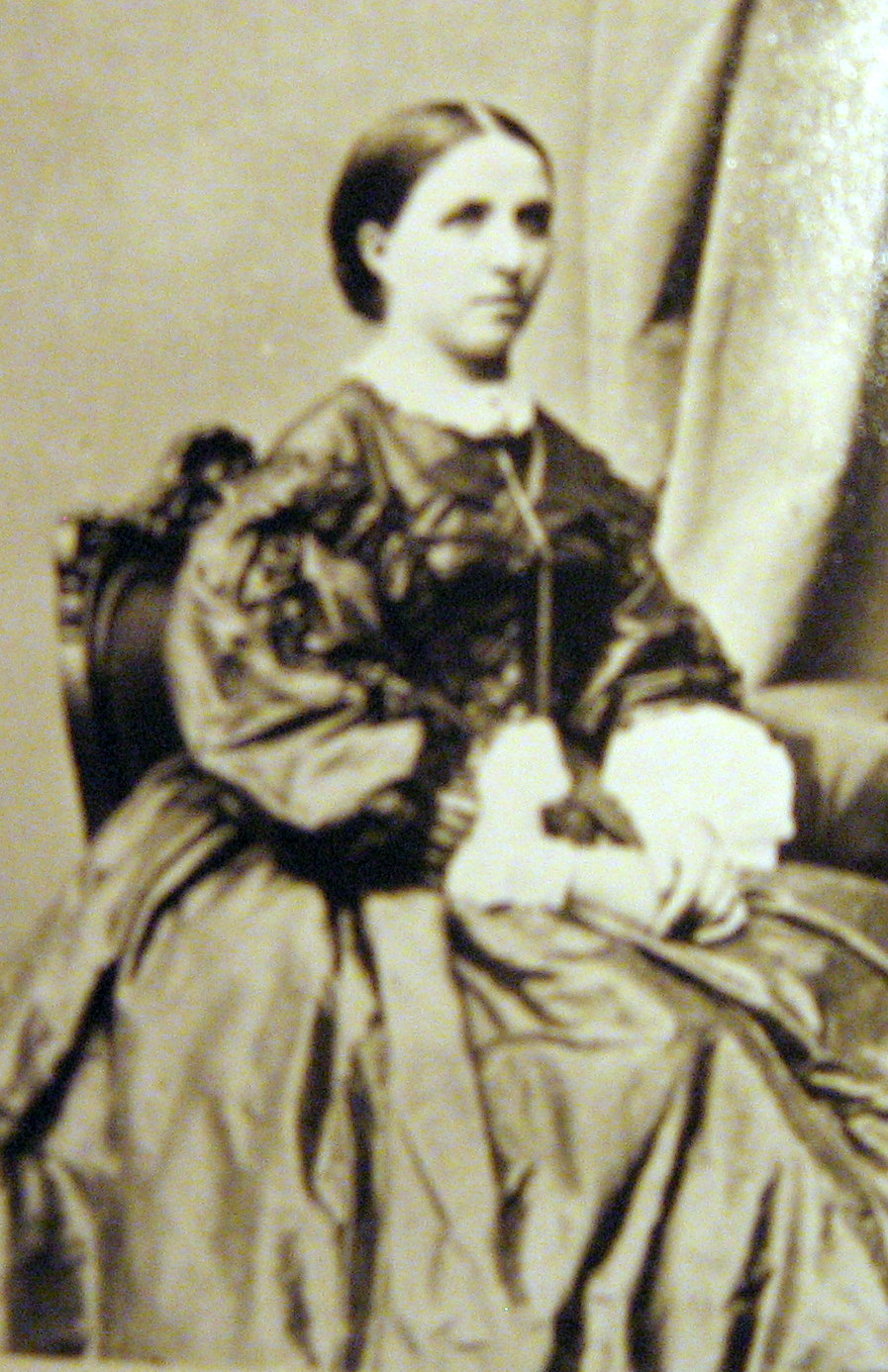
Ulrike Möller geb. Graffunder, die erste Ehefrau

Gustav Möller (* 22. März 1826 in Erfurt; † 31. August 1881 in Berlin; vollständiger Name: Ferdinand Hermann Gustav Möller) war ein deutscher Architekt, preußischer Baubeamter und Direktor der Königlichen Porzellanmanufaktur Berlin.

## Leben
Der Vater Johann Friedrich Möller (1789–1861) war Generalsuperintendent an der Barfüßerkirche in Erfurt, seine Mutter Dorethea Möller.
Nach seiner Feldmesserprüfung 1847 arbeitete Gustav Möller bis zu seinem Eintritt in die Berliner Bauakademie in diesem Beruf. Das Studium an der Bauakademie u. a. bei Friedrich August Stüler schloss er 1852 mit der Baumeisterprüfung (Staatsexamen im Bauwesen) ab.
Anschließend war er bis 1867 in verschiedenen Stellungen im preußischen Staatsdienst tätig, u. a. 1853 als Landesbaumeister in Stettin und beim Handelsministerium in Berlin. In diese Zeit fallen Umbauten für Ministerien oder die Errichtung von zehn Steuerhäusern für die Berliner Zoll- und Akzisemauer. Nebenamtlich unterrichtete er von 1862 bis 1865 an der Bauakademie.
Am 9. Juli 1859 heiratete er in Berlin seine erste Frau Ulrike (Karoline Lautja) geb. Graffunder (1836–1865). Am 12. August 1860 wurde in Berlin der Sohn Alfred geboren († 4. November 1922 in Eberswalde), am 19. Februar 1863 der Sohn Karl Gustav (Jobst) Möller (1863–1918). Am 8. Mai 1865 wurde die Tochter Ulrike in Berlin geboren († 23. August 1945 in Neubabelsberg). Kurz nach dieser dritten Geburt starb seine Frau Ulrike am 19. Mai 1865 in Berlin. Um seine Kinder versorgt zu sehen, heiratete Möller 1866 die Cousine seiner ersten Frau, Hermine Wegner (* 5. Oktober 1835 in Berlin; † 25. Juli 1919 in Braunschweig). Die zweite Ehe blieb kinderlos. Die Familie wohnte nun in der Direktorvilla der Königlichen Porzellanmanufaktur in Berlin.
1867 wurde er zum kommissarischen Leiter und 1868 zum Direktor der Königlichen Porzellanmanufaktur. Für diese errichtete er verschiedene Gebäude am neuen Standort an der Wegelystraße am Tiergarten. Seit 1847 Mitglied des Architekten-Vereins zu Berlin, wurde er dort 1871/1872 Vorstandsmitglied und 1878/1879 Vorsitzender. 1881 trat er in den Ruhestand und starb kurz darauf in Berlin.

## Werk
- 1859: Umbau des Reichskanzleramts in Berlin, Wilhelmstraße 74 (zerstört)
- 1859–1861: Lukaskirche in Berlin-Kreuzberg, Bernburger Straße 3–5 (Vorentwurf von Friedrich August Stüler)
- ab 1860: zehn Steuerhäuser für die Akzisemauer in Berlin (erhalten ist nur das Steuerhaus vor dem Schlesischen Tor auf der Lohmühleninsel, Vor dem Schlesischen Tor 3)[1]
- 1863–1865: Erziehungsanstalt Am Urban in Berlin (zerstört)[3]
- 1865: Nebenapsiden der St.-Elisabeth-Kirche in Berlin-Mitte
- 1865–1866: 2. Pfarrhaus der Matthäikirche in Berlin-Tiergarten, Matthäikirchplatz (zerstört)
- 1865–1872: Umbau des Palais des Prinzen August für das preußische Justizministerium in Berlin, Wilhelmstraße 65 (zerstört)
- 1868–1871: Manufaktur der Königlichen Porzellan-Manufaktur (KPM) in Berlin-Tiergarten, Wegelystraße (zusammen mit Emil Boethke; unter Denkmalschutz)[4]
- 1868–1872: Schlämmerei der KPM in Berlin-Tiergarten
- Vorentwurf für die Zionskirche in Berlin, Zionskirchplatz (stattdessen 1867–1873 erbaut nach einem Entwurf von August Orth)

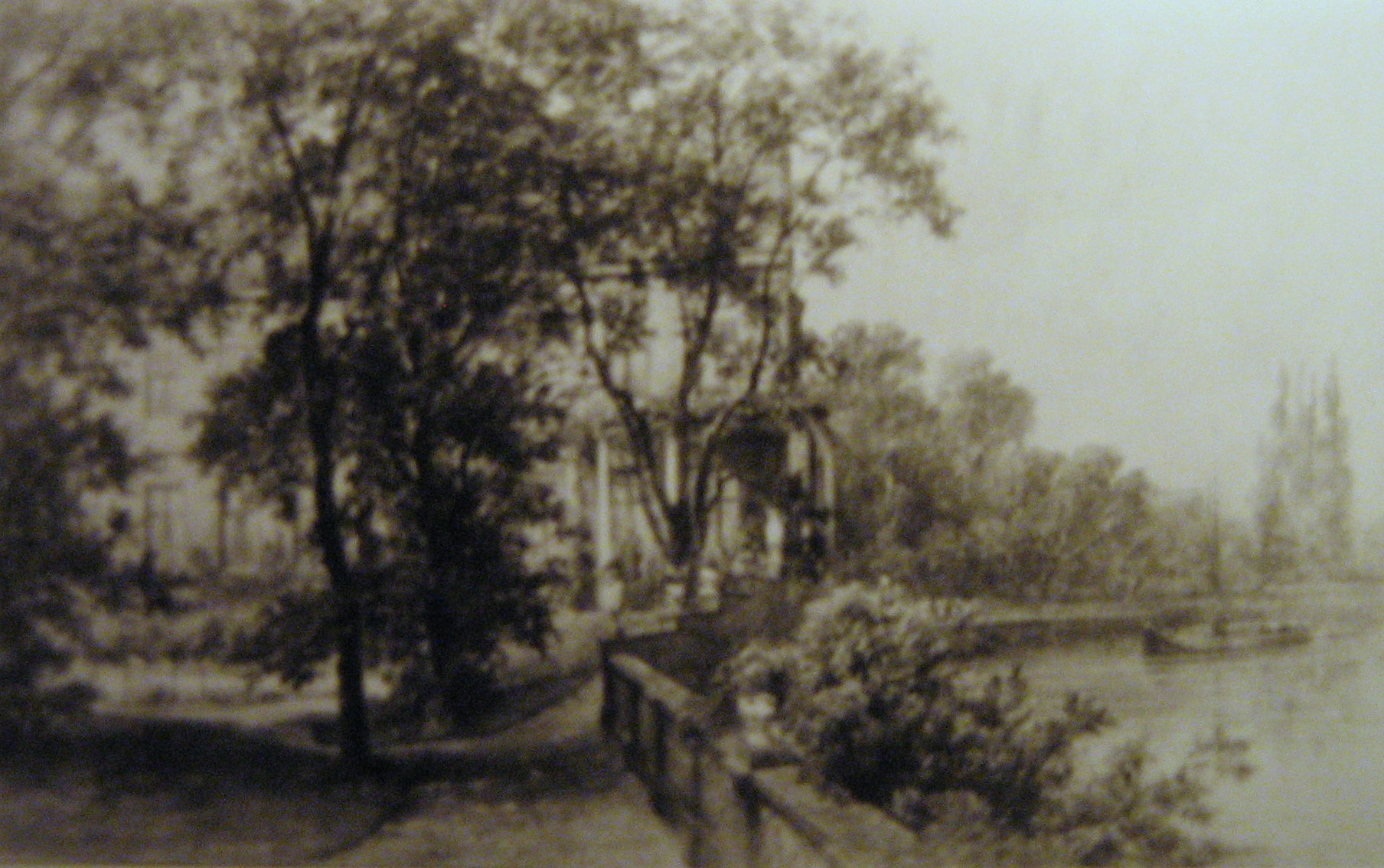
Direktorvilla der Königlichen Porzellan-Manufaktur Berlin, 1868
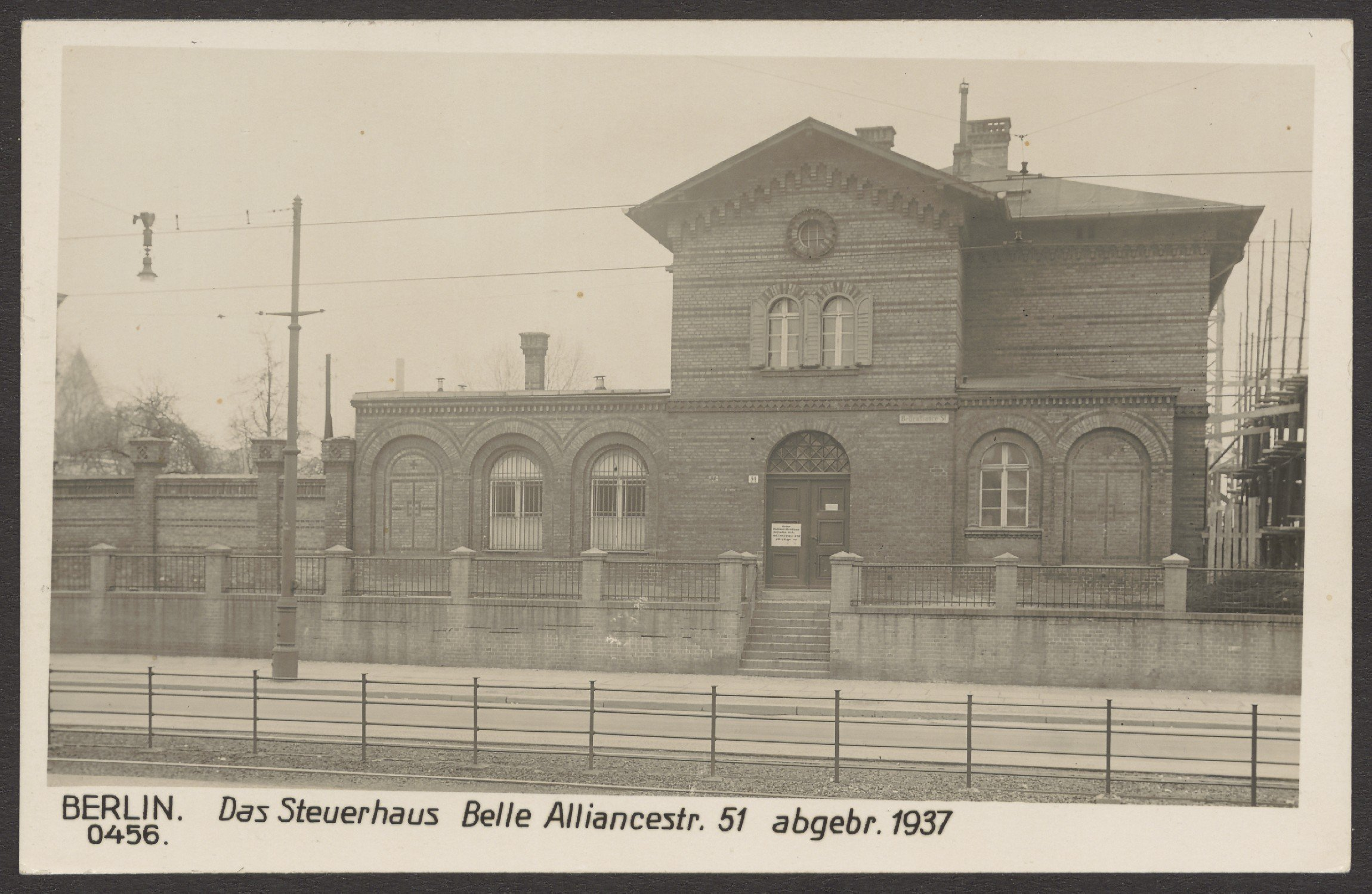
Steuerhaus vor dem Halleschen Tor an der Belle-Alliance-Straße (heute Mehringdamm)
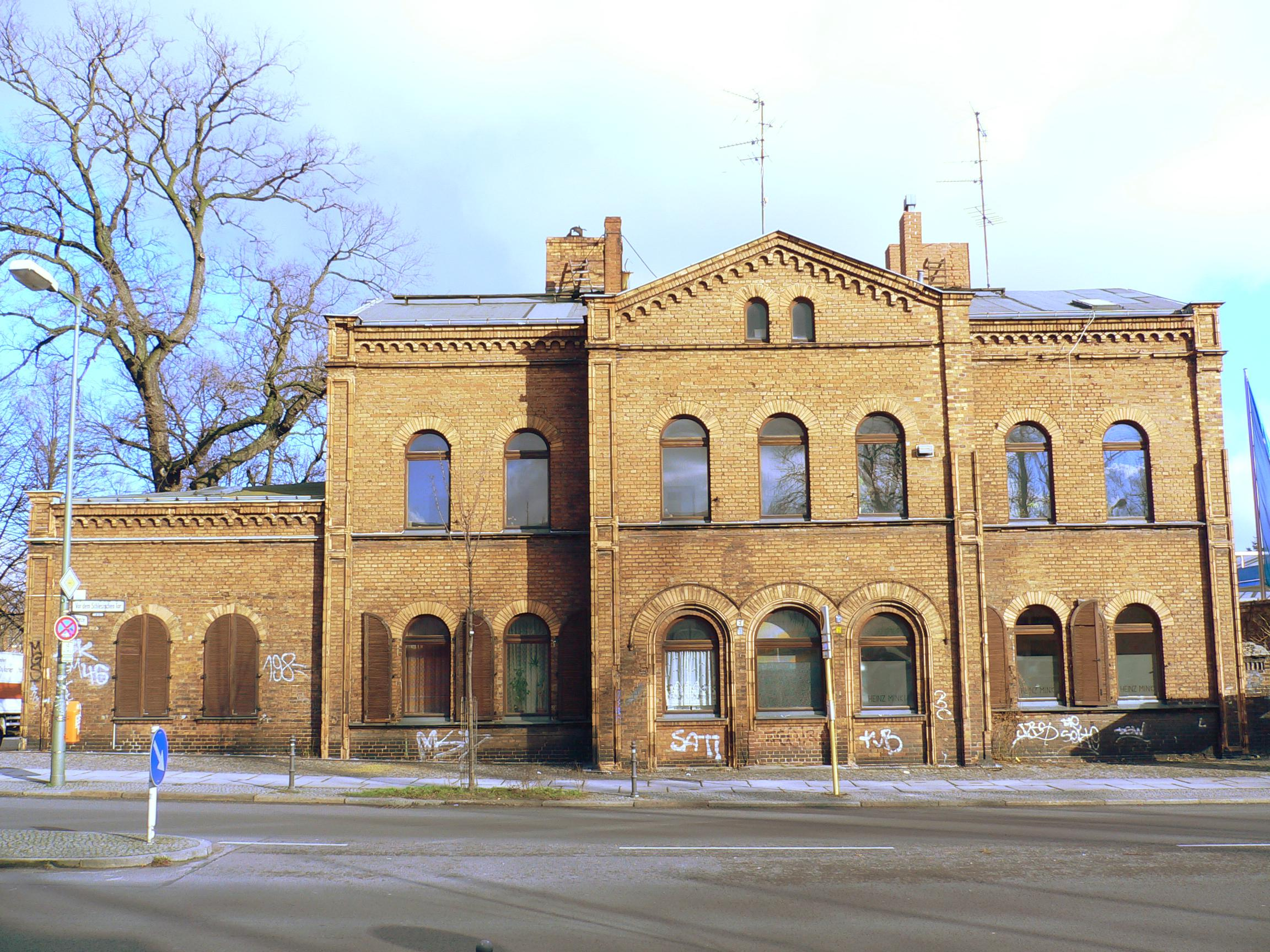
Steuerhaus vor dem Schlesischen Tor auf der Lohmühleninsel
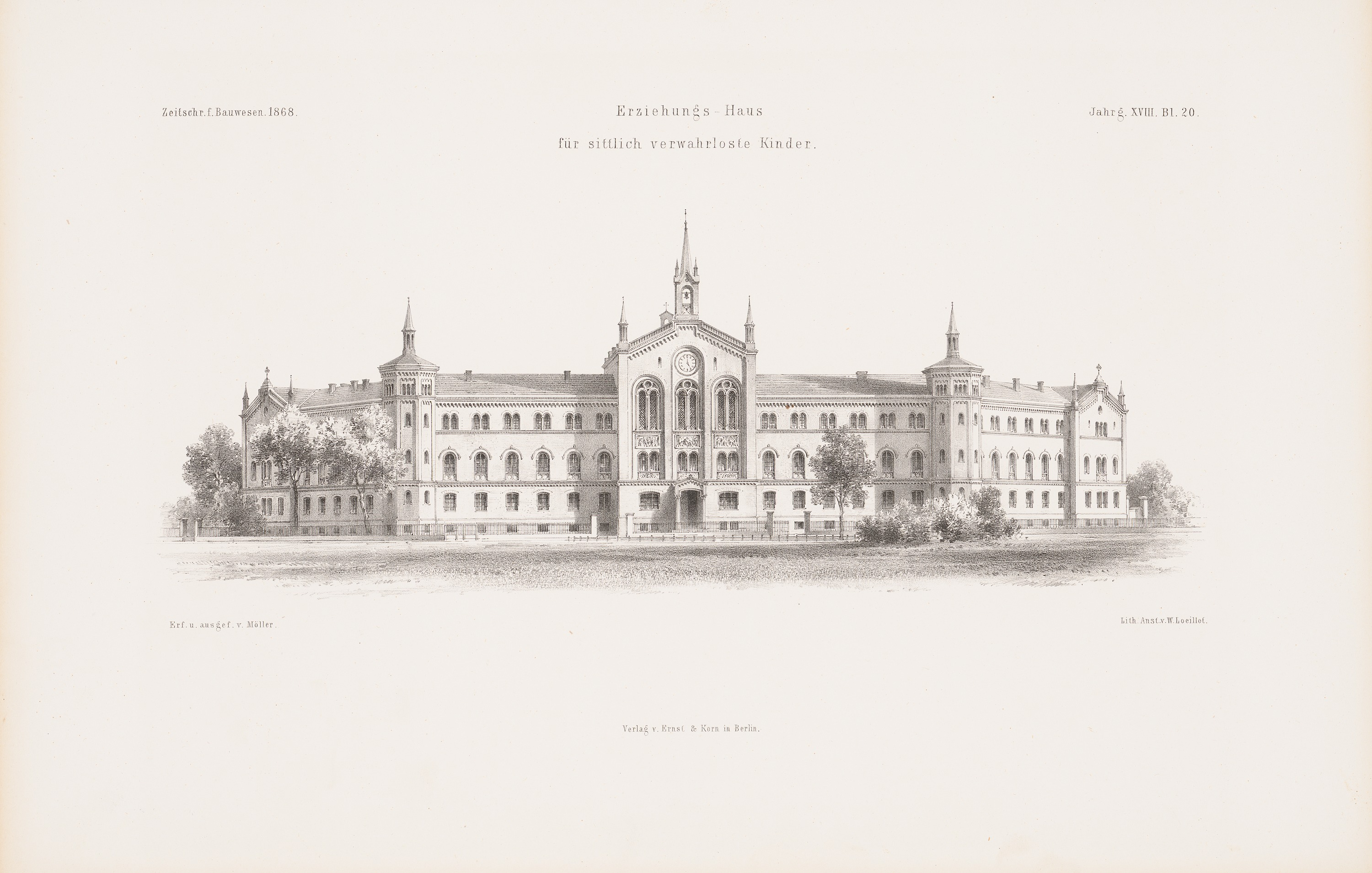
Erziehungshaus für sittlich verwahrloste Kinder am Urban